# تئاتر استانیسلاوسکی و نمیروویچ-دانچنکو
تئاتر موسیقی آکادمیک استانیسلاوسکی و نمیروویچ-دانچنکو مسکو (روسی: Московский академический Музыкальный театр имени народных артистов К. С. Станиславского и Вл. И. Немировича-Данченко) یک تئاتر موسیقی در مسکو است.
تئاتر موسیقی آکادمیک استانیسلاوسکی و نمیروویچ-دانچنکو مسکو در سال ۱۹۴۱ تأسیس شد، زمانی که دو گروه به رهبری اصلاح‌طلبان افسانه‌ای تئاتر قرن بیستم - کنستانتین استانیسلاوسکی و ولادیمیر نمیروویچ-دانچنکو - با هم ادغام شدند: تئاتر اپرای استانیسلاوسکی (که در پایان سال ۱۹۱۸ به عنوان استودیوی اپرای تئاتر بولشوی تأسیس شد) و تئاتر موسیقی نمیروویچ-دانچنکو (که در سال ۱۹۱۹ به عنوان استودیوی تئاتر هنری مسکو تأسیس شد).
گروه باله به عنوان بخشی از گروه نمیروویچ-دانچنکو وارد تئاتر شد. این گروه، گروه سابق باله هنری مسکو بود که در سال ۱۹۲۹ توسط ویکتورینا کریگر، بالرین تئاتر بولشوی، تأسیس شد. او مدیر هنری و یکی از رقصندگان اصلی باله هنری مسکو بود. کمی پس از مرگ استانیسلاوسکی، نمیروویچ-دانچنکو مسئولیت تمام گروه‌ها را بر عهده گرفت (وسولد مایرهولد که توسط استانیسلاوسکی برای کار در تئاترش دعوت شده بود، در سال ۱۹۳۹ دستگیر شد و هیچ کارگردان صحنه دیگری نتوانست با نمیروویچ-دانچنکو برابری کند). سپس نام فعلی تئاتر به آن داده شد.

## استودیوی اپرای استانیسلاوسکی
در سال ۱۹۱۸، استانیسلاوسکی یک استودیوی اپرا تحت نظارت تئاتر بولشوی تأسیس کرد، هرچند بعداً ارتباط آن با تئاتر قطع شد. اجرای موفق نمایش «ورتر» در سال ۱۹۲۳ در حالی که کارگردان در خارج از کشور بود، ممنوع شد. در سال ۱۹۲۴، نام آن به «استودیوی اپرای استانیسلاوسکی» تغییر یافت و در سال ۱۹۲۶، هنگامی که به پایگاه دائمی خود در تئاتر دمیتروسکی نقل مکان کرد، به «استودیو-تئاتر اپرای استانیسلاوسکی» تبدیل شد. در سال ۱۹۲۸، این استودیو به تئاتر اپرای استانیسلاوسکی تبدیل شد. استانیسلاوسکی اندکی پیش از مرگش در سال ۱۹۳۸، از وسولود مایرهولد دعوت کرد تا مدیریت گروه را بر عهده بگیرد. مایرهولد تا زمان دستگیری خود در ژوئن ۱۹۳۹، رهبری این تئاتر را بر عهده داشت.
رهبران ارکستر: شامل میخائیل ژوکوف (۱۹۲۲–۱۹۳۲، ۱۹۳۵–۱۹۳۸)، و فلیکس کوروبوف (فعلی) (۲۰۱۱).

## تئاتر موزیکال نمیروویچ-دانچنکو
نمیروویچ در تولید نمایش «دوشیزه برفی» در تئاتر بولشوی شرکت کرده بود، اما خیلی زود آن را به قصد کار مستقل ترک کرد. نمیروویچ به سمت اپرت و وودویل محبوب گرایش پیدا کرد. در پایان سال ۱۹۲۰، او تولید «دختر مادام آنگو» اثر لکوک را آغاز کرد که باعث غوغایی در هسته «درام جدی» گروه تئاتر هنری مسکو شد. این نمایش در ماه مه ۱۹۲۰ با بازی والریا بارسووا و خوانندگان مهمان از لهستان و گروه تئاتر بولشوی به روی صحنه رفت و به یک موفقیت بزرگ تبدیل شد. تعدادی نمایش موفق تا سال ۱۹۲۵، زمانی که گروه برای یک تور طولانی به اروپا و ایالات متحده رفت، ادامه یافت. نمیروویچ پیشنهادی از آمریکا دریافت کرد و تا سپتامبر ۱۹۲۷ در هالیوود ماند.بخش قابل توجهی از گروه او از بازگشت به روسیه شوروی خودداری کرد. خود گروه نیز از هم پاشید.
وقتی نمیروویچ در سال ۱۹۲۶ به اتحاد جماهیر شوروی بازگشت، مجبور شد از صفر شروع کند. سال‌ها، استودیوی اپرای او پایگاه دائمی و ارکستر نداشت و هر دو را از تئاتر استانیسلاوسکی در خیابان بولشایا دمیتروفکا قرض گرفته بود. این گروه عمدتاً نمایش‌های کمدی موزیکال تولید می‌کرد، اما اپرای «جدی» - تراویاتا و کاترینا ایزمایلووا، هر دو در سال ۱۹۳۴ - را نیز اجرا می‌کرد. کاترینا ایزمایلووا در سال ۱۹۳۵ ممنوع شد و در سال ۱۹۶۲ دوباره از سر گرفته شد.

## جنگ و ادغام
در ژوئن ۱۹۴۱، گروه نمیروویچ در یک تور در مورمانسک و پایگاه‌های نظامی مجاور اجرا داشت. بلافاصله پس از شروع عملیات بارباروسا، به مسکو بازگشت؛ اجراها در ۱۰ آگوست از سر گرفته شد. گروه استانیسلاوسکی از یاروسلاول به مسکو بازگشت. در ۱ سپتامبر ۱۹۴۱، گروه‌ها که تعدادشان کاهش یافته بود، ادغام شدند و «تئاتر موزیکال دولتی مسکو به رهبری استانیسلاوسکی و نمیروویچ-دانچنکو» را تشکیل دادند. نمیروویچ به عنوان مدیر هنری آن منصوب شد. او که مشتاق غلبه بر محدودیت‌های ژانر اپرا بود، از عنوان یک تئاتر موزیکال دفاع کرد. در سپتامبر ۱۹۴۱، بخشی از گروه ابتدا به نالچیک، سپس به تفلیس و در نهایت به اشآباد منتقل شد. نمیروویچ به همراه هسته اصلی گروهش در مسکو ماند و برای سربازان اجرا کرد. گروه مسکوی او تنها تئاتر مسکو بود که در اکتبر-نوامبر فاجعه‌بار ۱۹۴۱ اجرا داشت.
نمیروویچ، پس از یک تخلیه کوتاه به تفلیس، در سپتامبر ۱۹۴۲ به مسکو بازگشت؛ او در آوریل ۱۹۴۳ درگذشت. پس از مرگ او، تئاتر توسط جوزف تومانیشویلی (کارگردان صحنه) و ساموئل ساموسود (بخش موسیقی) اداره می‌شد. در طول چهار سال جنگ، این گروه که به گروه‌های کوچک تقسیم شده بود، ۷۷۰ نمایش برای نیروهای خط مقدم اجرا کرد. دو نفر از کارکنان آن در جنگ کشته شدند و یک گروه از هنرمندان به اسارت جنگی درآمدند.

## ۱۹۴۵–۱۹۹۹
پس از جنگ، این تئاتر، به کارگردانی ساموسود (و بعدها دیمیتری کیتاجنکو و لف میخایلوف)، به عنوان یک اپرای کلاسیک به فعالیت خود ادامه داد؛ برخی از وودویل‌های موفق تولید شده در دهه ۱۹۳۰ را حفظ کرد، اما سهم آنها به تدریج کاهش یافت. در دهه‌های ۱۹۶۰ تا ۱۹۸۰، این تئاتر به‌طور منظم با کومیشه اپرای برلین همکاری می‌کرد و از والتر فلسنشتاین و دیتر مولر برای تولید موزیکال در مسکو دعوت می‌کرد.
در سال ۱۹۷۶، پراودا حمله‌ای بی‌رحمانه علیه نسخه «اصلاح‌شده» بیبی‌آسپیلز چایکوفسکی آغاز کرد. این نمایش با حمایت محافل هنری نجات یافت.
در سال ۱۹۸۹، تئاتر اولین آتش‌سوزی فاجعه‌بار خود را تجربه کرد. سالن اصلی آسیب ندید، اما آتش انبار لوازم را از بین برد؛ ۲۰ عنوان نمایش برای سال‌ها لغو شد. در دسامبر ۱۹۹۰، گروه در یک اقدام اعتصابی علیه مدیریت، از اجرا خودداری کرد. شهر مسکو تئاتر را به مدت دو هفته تعطیل کرد؛ در ژانویه ۱۹۹۱، تحت همان مدیریت بازگشایی شد. در ژوئیه ۱۹۹۱، ارکستر و گروه کر به همراه رهبران خود استعفا دادند و برخی از تک‌خوان‌های اپرا را نیز با خود بردند که در نهایت منجر به جایگزینی مدیریت شد.

## قرن بیست و یکم
در سال ۱۹۶۱، میخائیل یانشین، که در آن زمان رهبری تئاتر را بر عهده داشت، ولادیمیر کورنف، بازیگر، را به تئاتر دعوت کرد. کورنف حداقل تا سال ۲۰۱۱ در تئاتر ماند.

## شرکت باله
رپرتوار
- آنا کارنینا (طراحی رقص کریستین اسپاک)
- دن کیشوت
- لا بایادر
- لا سیلفید
- داستان مانون
- دریاچه سوان
- فندق شکن
- دوشیزه برفی
- باله‌هایی از جورج بالانچین، پل تیلور، ژاک گارنیه، الکساندر اکمن، دیمیتری برایانتسف، مارکو گوئکه، اوهاد ناهارین، سرژ لیفار، یری کیلیان و ویلیام فورسایت